# Birth of America
Birth of America è un videogioco di strategia a turni sviluppato dalla AGEOD nel 2006.

## Caratteristiche
Il gioco è ambientato negli USA nel periodo che spazia dalla guerra franco-indiana alla guerra d'indipendenza americana. Al giocatore è concesso di interpretare entrambi gli schieramenti (britannici e americani con i rispettivi alleati) in entrambe le guerre.
Lo mappa del gioco consente di muoversi in quasi tutto il Nord America, dalla Florida al Québec e dal New England al Mississippi, dal 1755 al 1783. La mappa di gioco è divisa in oltre 700 province caratterizzate ognuna da un clima e da caratteristiche territoriali che influiscono sui movimenti delle truppe.
I due schieramenti si fronteggiano in dieci scenari. Gli scenari coprono un arco di tempo che varia da pochi mesi a nove anni; ogni turno di gioco corrisponde ad un mese di storia .
A differenza del successivo Ageod's American Civil War in questo gioco l'aspetto politico economico è di secondo piano rispetto a quello militare